# Grupo ISA
O Grupo ISA, oficialmente Interconnection Eléctrica, é um grupo colombiano de transmissão de energia, concessão rodoviária e gestão de tecnologia da informação e telecomunicações. 
Está presente na América Latina e nos Estados Unidos. Seu acionista majoritário é a Ecopetrol, empresa petrolífera de propriedade do governo colombiano.

## História
A ISA tem 55 anos de experiência nos negócios de energia elétrica, estradas e telecomunicações e TIC.
Em 4 de abril de 1995, foi realizada a cisão da Interligação Eléctrica S.A. (ISA), dando origem à empresa Ecogen, que mais tarde seria renomeada como Isagen, para a qual foram transferidos os ativos de geração e comercialização de energia elétrica, enquanto a ISA ficou responsável pela transmissão.
Diante dos grandes problemas de geração de eletricidade que a Colômbia viveu no início da década de 1990, o Estado publicou decretos e leis entre 1992 e 1994 que permitiram a participação do setor privado na indústria elétrica através de geradores independentes e separando-os do negócio de transporte em rede. 
A partir disso, a comercialização poderia ser realizada separadamente ou em conjunto com a geração e distribuição.
Em 20 de agosto de 2021, a Ecopetrol fecha a transação com a qual adquire 51,4% das ações da Interconnection Eléctrica que o Ministério das Finanças e do Crédito Público da Colômbia detinha na empresa, criando um conglomerado de energia líder no continente americano.

## Operações
A sede do Grupo ISA está localizada na cidade de Medellín e possui escritórios regionais em Bogotá, Cali e Barranquilla.
A empresa está presente na Colômbia, Peru, Brasil (por meio da ISA CTEEP), Bolívia, Chile e Argentina.
Possui 46.374 km de circuito e 92.600 MVA de infraestrutura de transmissão. Possui mais de 43 afiliadas e subsidiárias no continente americano.
A ISA projeta, constrói, opera e mantém infraestrutura rodoviária através de sua subsidiária ISA INTERVIAL no Chile, e também administra a Concessão Costeira Cartagena - Barranquilla.
Possui 53.034 km de fibra óptica terrestre e subaquática em operação, por meio de sua subsidiária Internexa.